# Vòng loại trực tiếp UEFA Champions League 2007–08

## Các đội tham dự
| Chú thích màu sắc               |
| ------------------------------- |
| Hạt giống vòng 16 đội           |
| Không xếp hạt giống vòng 16 đội |

| Vòng bảng | Xếp thứ nhất      | Xếp thứ hai |
| --------- | ----------------- | ----------- |
| A         | Porto             | Liverpool   |
| B         | Chelsea           | Schalke 04  |
| C         | Real Madrid       | Olympiacos  |
| D         | AC Milan          | Celtic      |
| E         | Barcelona         | Lyon        |
| F         | Manchester United | AS Roma     |
| G         | Inter Milan       | Fenerbahçe  |
| H         | Sevilla           | Arsenal     |

## Sơ đồ
|  | Vòng 1/8          | Vòng 1/8          | Vòng 1/8 | Vòng 1/8 |   |            | Tứ kết | Tứ kết | Tứ kết | Tứ kết |  |           | Bán kết | Bán kết | Bán kết | Bán kết |                       |       | Chung kết | Chung kết |
|  |                   |                   |          |          |   |            |        |        |        |        |  |           |         |         |         |         |                       |       |           |           |
|  | Schalke 04 (p)    | 1                 | 0        | 1(4)     |   |            |        |        |        |        |  |           |         |         |         |         |                       |       |           |           |
|  | Porto             | 0                 | 1        | 1(1)     |   |            |        |        |        |        |  |           |         |         |         |         |                       |       |           |           |
|  | Porto             | 0                 | 1        | 1(1)     |   | Schalke 04 | 0      | 0      | 0      |        |  |           |         |         |         |         |                       |       |           |           |
|  |                   |                   |          |          |   | Schalke 04 | 0      | 0      | 0      |        |  |           |         |         |         |         |                       |       |           |           |
|  |                   | Barcelona         | 1        | 1        | 2 |            |        |        |        |        |  |           |         |         |         |         |                       |       |           |           |
|  | Celtic            | Barcelona         | 1        | 1        | 2 | 2          | 0      | 2      |        |        |  |           |         |         |         |         |                       |       |           |           |
|  | Celtic            |                   |          |          |   | 2          | 0      | 2      |        |        |  |           |         |         |         |         |                       |       |           |           |
|  | Barcelona         | 3                 | 1        | 4        |   |            |        |        |        |        |  |           |         |         |         |         |                       |       |           |           |
|  | Barcelona         | 3                 | 1        | 4        |   |            |        |        |        |        |  | Barcelona | 0       | 0       | 0       |         |                       |       |           |           |
|  |                   |                   |          |          |   |            |        |        |        |        |  | Barcelona | 0       | 0       | 0       |         |                       |       |           |           |
|  |                   | Manchester United | 0        | 1        | 1 |            |        |        |        |        |  |           |         |         |         |         |                       |       |           |           |
|  | AS Roma           | Manchester United | 0        | 1        | 1 | 2          | 2      | 4      |        |        |  |           |         |         |         |         |                       |       |           |           |
|  | AS Roma           |                   |          |          |   | 2          | 2      | 4      |        |        |  |           |         |         |         |         |                       |       |           |           |
|  | Real Madrid       | 1                 | 1        | 2        |   |            |        |        |        |        |  |           |         |         |         |         |                       |       |           |           |
|  | Real Madrid       | 1                 | 1        | 2        |   | AS Roma    | 0      | 0      | 0      |        |  |           |         |         |         |         |                       |       |           |           |
|  |                   |                   |          |          |   | AS Roma    | 0      | 0      | 0      |        |  |           |         |         |         |         |                       |       |           |           |
|  |                   | Manchester United | 2        | 1        | 3 |            |        |        |        |        |  |           |         |         |         |         |                       |       |           |           |
|  | Lyon              | Manchester United | 2        | 1        | 3 | 1          | 0      | 1      |        |        |  |           |         |         |         |         |                       |       |           |           |
|  | Lyon              |                   |          |          |   | 1          | 0      | 1      |        |        |  |           |         |         |         |         |                       |       |           |           |
|  | Manchester United | 1                 | 1        | 2        |   |            |        |        |        |        |  |           |         |         |         |         |                       |       |           |           |
|  | Manchester United | 1                 | 1        | 2        |   |            |        |        |        |        |  |           |         |         |         |         | Manchester United (p) | 1 (6) |           |           |
|  |                   |                   |          |          |   |            |        |        |        |        |  |           |         |         |         |         |                       | 1 (6) |           |           |
|  |                   | Chelsea           | 1 (5)    |          |   |            |        |        |        |        |  |           |         |         |         |         |                       |       |           |           |
|  | Arsenal           | Chelsea           | 1 (5)    | 0        | 2 | 2          |        |        |        |        |  |           |         |         |         |         |                       |       |           |           |
|  | Arsenal           |                   |          | 0        | 2 | 2          |        |        |        |        |  |           |         |         |         |         |                       |       |           |           |
|  | AC Milan          | 0                 | 0        | 0        |   |            |        |        |        |        |  |           |         |         |         |         |                       |       |           |           |
|  | AC Milan          | 0                 | 0        | 0        |   | Arsenal    | 1      | 2      | 3      |        |  |           |         |         |         |         |                       |       |           |           |
|  |                   |                   |          |          |   | Arsenal    | 1      | 2      | 3      |        |  |           |         |         |         |         |                       |       |           |           |
|  |                   | Liverpool         | 1        | 4        | 5 |            |        |        |        |        |  |           |         |         |         |         |                       |       |           |           |
|  | Liverpool         | Liverpool         | 1        | 4        | 5 | 2          | 1      | 3      |        |        |  |           |         |         |         |         |                       |       |           |           |
|  | Liverpool         |                   |          |          |   | 2          | 1      | 3      |        |        |  |           |         |         |         |         |                       |       |           |           |
|  | Inter Milan       | 0                 | 0        | 0        |   |            |        |        |        |        |  |           |         |         |         |         |                       |       |           |           |
|  | Inter Milan       | 0                 | 0        | 0        |   |            |        |        |        |        |  | Liverpool | 1       | 2       | 3       |         |                       |       |           |           |
|  |                   |                   |          |          |   |            |        |        |        |        |  | Liverpool | 1       | 2       | 3       |         |                       |       |           |           |
|  |                   | Chelsea (h.p.)    | 1        | 3        | 4 |            |        |        |        |        |  |           |         |         |         |         |                       |       |           |           |
|  | Fenerbahçe (p)    | Chelsea (h.p.)    | 1        | 3        | 4 | 3          | 2      | 5(3)   |        |        |  |           |         |         |         |         |                       |       |           |           |
|  | Fenerbahçe (p)    |                   |          |          |   | 3          | 2      | 5(3)   |        |        |  |           |         |         |         |         |                       |       |           |           |
|  | Sevilla           | 2                 | 3        | 5(2)     |   |            |        |        |        |        |  |           |         |         |         |         |                       |       |           |           |
|  | Sevilla           | 2                 | 3        | 5(2)     |   | Fenerbahçe | 2      | 0      | 2      |        |  |           |         |         |         |         |                       |       |           |           |
|  |                   |                   |          |          |   | Fenerbahçe | 2      | 0      | 2      |        |  |           |         |         |         |         |                       |       |           |           |
|  |                   | Chelsea           | 1        | 2        | 3 |            |        |        |        |        |  |           |         |         |         |         |                       |       |           |           |
|  | Olympiacos        | Chelsea           | 1        | 2        | 3 | 0          | 0      | 0      |        |        |  |           |         |         |         |         |                       |       |           |           |
|  | Olympiacos        |                   |          |          |   | 0          | 0      | 0      |        |        |  |           |         |         |         |         |                       |       |           |           |
|  | Chelsea           | 0                 | 3        | 3        |   |            |        |        |        |        |  |           |         |         |         |         |                       |       |           |           |

## Vòng loại trực tiếp

### Vòng loại trực tiếp thứ nhất
Lễ bốc thăm vòng đấu loại trực tiếp đầu tiên của UEFA Champions League 2007-08 đã được tổ chức vào ngày 21 tháng 12 năm 2007 lúc 12:00 CET tại Nyon, Thụy Sĩ. Các trận lượt đi diễn ra vào hai ngày 19 và 20 tháng 2, các trận lượt về diễn ra vào các ngày mùng 4 và 5 tháng 3. Do có xô xát với AC Milan tại sân San Siro, nên trận lượt về của Inter Milan với Liverpool bị lùi tới ngày 11 tháng 3.
| Đội 1      | TTS           | Đội 2             | Lượt đi | Lượt về    |
| ---------- | ------------- | ----------------- | ------- | ---------- |
| Celtic     | 2–4           | Barcelona         | 2–3     | 0–1        |
| Lyon       | 1–2           | Manchester United | 1–1     | 0–1        |
| Schalke 04 | 1–1 (4–1) (p) | Porto             | 1–0     | 0–1 (h.p.) |
| Liverpool  | 3–0           | Inter Milan       | 2–0     | 1–0        |
| AS Roma    | 4–2           | Real Madrid       | 2–1     | 2–1        |
| Arsenal    | 2–0           | AC Milan          | 0–0     | 2–0        |
| Olympiacos | 0–3           | Chelsea           | 0–0     | 0–3        |
| Fenerbahçe | 5–5 (3–2) (p) | Sevilla           | 3–2     | 2–3 (h.p.) |

#### Lượt đi
| Schalke 04 | 1–0                | Porto |
| ---------- | ------------------ | ----- |
| Kurányi 4' | Report MatchCentre |       |

| AS Roma                   | 2–1                | Real Madrid |
| ------------------------- | ------------------ | ----------- |
| Pizarro 24' · Mancini 58' | Report MatchCentre | Raúl 8'     |

| Olympiacos | 0–0                | Chelsea |
| ---------- | ------------------ | ------- |
|            | Report MatchCentre |         |

| Liverpool              | 2–0                | Inter Milan |
| ---------------------- | ------------------ | ----------- |
| Kuyt 85' · Gerrard 90' | Report MatchCentre |             |

| Celtic                                  | 2–3                | Barcelona                  |
| --------------------------------------- | ------------------ | -------------------------- |
| Vennegoor of Hesselink 16' · Robson 38' | Report MatchCentre | Messi 18', 79' · Henry 52' |

| Lyon        | 1–1                | Manchester United |
| ----------- | ------------------ | ----------------- |
| Benzema 54' | Report MatchCentre | Tevez 87'         |

| Fenerbahçe                          | 3–2                | Sevilla                     |
| ----------------------------------- | ------------------ | --------------------------- |
| Kežman 17' · Lugano 57' · Semih 87' | Report MatchCentre | Edu 23' (l.n.) · Escudé 66' |

| Arsenal | 0–0                | AC Milan |
| ------- | ------------------ | -------- |
|         | Report MatchCentre |          |

#### Lượt về
| AC Milan | 0–2                | Arsenal                       |
| -------- | ------------------ | ----------------------------- |
|          | Report MatchCentre | Fàbregas 84' · Adebayor 90+2' |

Arsenal thắng 2–0 chung cuộc.
| Barcelona | 1–0                | Celtic |
| --------- | ------------------ | ------ |
| Xavi 3'   | Report MatchCentre |        |

Barcelona thắng 4–2 chung cuộc.
| Sevilla                                                | 3–2 (s.h.p.)       | Fenerbahçe                               |
| ------------------------------------------------------ | ------------------ | ---------------------------------------- |
| Alves 6' · Keita 9' · Kanouté 41'                      | Report MatchCentre | Deivid 21', 80'                          |
| Loạt sút luân lưu                                      |                    |                                          |
| Kanouté · Escudé · Dragutinović · Maresca · Dani Alves | 2–3                | Wederson · Edu · Mehmet Aurélio · Kežman |

Fenerbahçe hòa 5–5 Sevilla chung cuộc. Fenerbahçe thắng 3–2 trên chấm luân lưu 11m.
| Manchester United | 1–0                | Lyon |
| ----------------- | ------------------ | ---- |
| Ronaldo 41'       | Report MatchCentre |      |

Manchester United thắng 2–1 chung cuộc.
| Porto                          | 1–0 (s.h.p.)       | Schalke 04                           |
| ------------------------------ | ------------------ | ------------------------------------ |
| Lisandro 86'                   | Report MatchCentre |                                      |
| Loạt sút luân lưu              |                    |                                      |
| Lucho · Bruno Alves · Lisandro | 1–4                | Rafinha · Rakitić · Altıntop · Jones |

Schalke hòa 1–1 Porto chung cuộc. Schalke thắng 4–1 trên chấm luân lưu 11m.
| Real Madrid | 1–2                | AS Roma                    |
| ----------- | ------------------ | -------------------------- |
| Raúl 75'    | Report MatchCentre | Taddei 73' · Vučinić 90+2' |

AS Roma thắng 4–2 chung cuộc.
| Chelsea                              | 3–0                | Olympiacos |
| ------------------------------------ | ------------------ | ---------- |
| Ballack 5' · Lampard 25' · Kalou 48' | Report MatchCentre |            |

Chelsea thắng 3–0 chung cuộc.
| Inter Milan | 0–1                | Liverpool  |
| ----------- | ------------------ | ---------- |
|             | Report MatchCentre | Torres 64' |

Liverpool thắng 3–0 chung cuộc.

### Tứ kết
Các trận lượt đi diễn ra vào hai ngày 1 và 2 tháng 4, các trận lượt về thi đấu ngày 8 và 9 tháng 4 năm 2008.
| Đội 1      | TTS | Đội 2             | Lượt đi | Lượt về |
| ---------- | --- | ----------------- | ------- | ------- |
| Arsenal    | 3–5 | Liverpool         | 1–1     | 2–4     |
| AS Roma    | 0–3 | Manchester United | 0–2     | 0–1     |
| Schalke 04 | 0–2 | Barcelona         | 0–1     | 0–1     |
| Fenerbahçe | 2–3 | Chelsea           | 2–1     | 0–2     |

#### Lượt đi
| AS Roma | 0–2                | Manchester United        |
| ------- | ------------------ | ------------------------ |
|         | Report MatchCentre | Ronaldo 39' · Rooney 66' |

| Schalke 04 | 0–1                | Barcelona |
| ---------- | ------------------ | --------- |
|            | Report MatchCentre | Bojan 12' |

| Arsenal      | 1–1                | Liverpool |
| ------------ | ------------------ | --------- |
| Adebayor 23' | Report MatchCentre | Kuyt 26'  |

| Fenerbahçe                      | 2–1                | Chelsea           |
| ------------------------------- | ------------------ | ----------------- |
| Kazim-Richards 65' · Deivid 81' | Report MatchCentre | Deivid 13' (l.n.) |

#### Lượt về
| Liverpool                                                   | 4–2                | Arsenal                  |
| ----------------------------------------------------------- | ------------------ | ------------------------ |
| Hyypiä 30' · Torres 69' · Gerrard 85' (ph.đ.) · Babel 90+2' | Report MatchCentre | Diaby 13' · Adebayor 84' |

Liverpool thắng 5–3 chung cuộc.
| Chelsea                  | 2–0                | Fenerbahçe |
| ------------------------ | ------------------ | ---------- |
| Ballack 4' · Lampard 87' | Report MatchCentre |            |

Chelsea thắng 3–2 chung cuộc.
| Manchester United | 1–0                | AS Roma |
| ----------------- | ------------------ | ------- |
| Tevez 70'         | Report MatchCentre |         |

Manchester United thắng 3–0 chung cuộc.
| Barcelona    | 1–0                | Schalke 04 |
| ------------ | ------------------ | ---------- |
| Y. Touré 42' | Report MatchCentre |            |

Barcelona thắng 2–0 chung cuộc.

### Bán kết
Các trận lượt đi diễn ra ngày 22 và 23 tháng 4, các trận lượt về diễn ra vào 29 và 30 tháng 4 năm 2008.
| Đội 1     | TTS | Đội 2             | Lượt đi | Lượt về    |
| --------- | --- | ----------------- | ------- | ---------- |
| Liverpool | 3–4 | Chelsea           | 1–1     | 2–3 (h.p.) |
| Barcelona | 0–1 | Manchester United | 0–0     | 0–1        |

#### Lượt đi
| Liverpool | 1–1                | Chelsea            |
| --------- | ------------------ | ------------------ |
| Kuyt 43'  | Report MatchCentre | Riise 90+4' (l.n.) |

| Barcelona | 0–0                | Manchester United |
| --------- | ------------------ | ----------------- |
|           | Report MatchCentre |                   |

#### Lượt về
| Manchester United | 1–0                | Barcelona |
| ----------------- | ------------------ | --------- |
| Scholes 14'       | Report MatchCentre |           |

Manchester United thắng 1–0 chung cuộc.
| Chelsea                                | 3–2 (s.h.p.)       | Liverpool               |
| -------------------------------------- | ------------------ | ----------------------- |
| Drogba 33', 105' · Lampard 98' (ph.đ.) | Report MatchCentre | Torres 64' · Babel 117' |

Chelsea thắng 4–3 chung cuộc.

### Trận chung kết
Trận chung kết UEFA Champions League 2008 được tổ chức vào ngày 21 tháng 5 năm 2008 trên sân vận động Luzhniki tại Moskva, Nga.
| Manchester United                                                | 1–1 (s.h.p.)       | Chelsea                                                         |
| ---------------------------------------------------------------- | ------------------ | --------------------------------------------------------------- |
| Ronaldo 26'                                                      | Report MatchCentre | Lampard 45'                                                     |
| Loạt sút luân lưu                                                |                    |                                                                 |
| Tevez · Carrick · Ronaldo · Hargreaves · Nani · Anderson · Giggs | 6–5                | Ballack · Belletti · Lampard · A. Cole · Terry · Kalou · Anelka |